# 広島市立幟町中学校
広島市立幟町中学校（ひろしましりつのぼりちょうちゅうがっこう）は広島市中区上幟町に位置する公立中学校である。広島平和記念公園内にある原爆の子の像のモデルになった佐々木禎子が在籍していたことでも有名。
原爆の子の像は、佐々木禎子の同級生である幟町中学校の生徒たちが中心となり、全国の学校に呼びかけ建立された像である。
1965年（昭和40年）4月1日の広島市内の町名変更に伴い、幟町（のぼりまち）から幟町（のぼりちょう）に改称されたため、
昭和40年以前の卒業生などにはのぼりまちと旧称で呼ばれることもあるが、現在はのぼりちょうである。
また、国泰寺中学校、中広中学校、二葉中学校、牛田中学校は、幟町中学校の生徒数増加に伴い、幟町中学校の分校として創られた中学校である。

## 沿革
- 1947年（昭和22年）4月15日 - 広島市立第五中学校として開校[3]。
- 1949年（昭和24年） - 広島市立幟町中学校と改称[3]。
- 1954年（昭和29年） - 校舎4号館建築[4]。
- 1957年（昭和32年） - 校舎1号館建築[4]。
- 1959年（昭和34年） - 校舎2号館建築[4]。
- 1962年（昭和37年） - 広島市立牛田中学校を分離[3]。
- 1978年（昭和53年） - 校舎3号館建築[4]。
- 1989年（平成元年） - 屋内運動場建築[4]。
- 2012年（平成24年） - 校舎1号館と4号館の耐震補強工事実施[4]。
- 2014年（平成26年） - 校舎2号館と3号館の耐震補強工事実施[4]。

## 校訓と校章、伝統
校訓は「心豊かなたくましい人」。
校章は、広島市立第五中学校の「５」の数字をモチーフにしたものとなっている。左側に「５」、右側に反転した「５」を配置して中学校の「中」の字を形作ったものである。正門入ってすぐの校舎に校章が掲げられている。
歌唱は幟の宝として、生徒会の歌が10曲以上あり、全校生徒で歌う。合唱祭は西区民文化センターで行う。
また、生徒会選挙は実際の選挙と同様、選挙活動（各クラスへの挨拶まわり・全校集会における演説）を行い、選挙当日は役所から借りてきた本物の投票箱を使用した本格的なものである。

## 校歌
歌詞は4番まであるが、通常2番までしか歌われない。幟町中学校校歌ピアノ伴奏
1.
太田川よどむ岸の辺　
松生ひしゆかりの園に
そびえたつはしき学び舎
栄光の我等が母校
※「はしき」は「愛しき（愛おしい／懐かしい）」の意味。
2.
緑こき二葉の峰よ
朝夕をひたに仰げば
風薫る学びの窓に
青春の希望はおどる
3.
みはるかす青き山なみ
とほじろき我等が理想
いざ友よ力つくして
かかげなむ文化の旗を
4.
瀬戸の海波もしずけく
ちぎるなり久遠の平和
いざ友よむつびはげみて
きずかなむ若き世界を

## 平和

### 折り鶴の碑・被爆エノキ

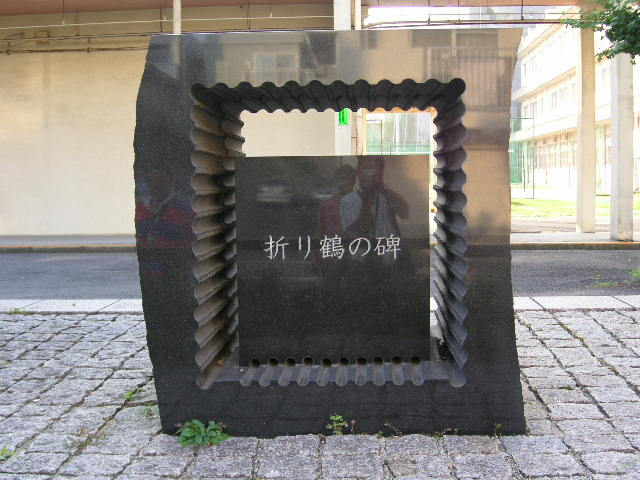
折り鶴の碑

敷地内（道路からも見ることは可能）に折り鶴の碑が置かれ、他県の学校からも平和学習に訪れる、いわば名所のような場所である。また、校舎裏には被爆エノキもあり、新聞社などがよく取材に来る。

### 碑前祭
例年7月末に執り行われる『原爆の子の像』での碑前祭は、幟町中学校1年生徒全員と広島市内各中学校の代表者などが参加するものとなっている。
現在は熱中症対策のため、国際会議場で行われている。

## クラブ活動

### 体育系
- 男子野球部
- 女子バスケットボール部
- 女子バレーボール部
- 男子サッカー部
- 卓球部
- 男女バドミントン部
- 男子ソフトテニス部
- 女子ソフトテニス部

### 文化系
- 美術部
- 放送部
- 吹奏楽部
- ものづくり部

### 奉仕部
- 吹奏楽部

## 進学前小学校
- 広島市立幟町小学校
- 広島市立白島小学校
- 広島市立基町小学校

## 出身有名人
- 佐々木禎子（原爆の子の像のモデル）
- 應武篤良（崇徳高校野球部監督）
- 西田一生（振付師）
- 緒方かな子（タレント・元広島東洋カープ緒方孝市夫人）
- 杉原誠四郎（教育学者）

## 交通アクセス
- 広島電鉄白島線縮景園前電停から、徒歩約300m・約5分。
- 広島バス26号旭町線で、「幟町中学校前」停留所から、学校正門まで徒歩約155m・約2分（停留所から学校敷地は目の前）。
- 広島バスで、21号宇品線で、「幟町」停留所から、徒歩約295m・約5分。

## 周辺
- 京橋川
- 縮景園
- 学校法人 広島流川教会学園流川こども園
- 広島女学院中学校・高等学校
- 広島県立美術館